# Run to the Hills (låt, 2022)
"Run to the Hills" är en låt framförd av Klara Hammarström i Melodifestivalen 2022. Låten som deltog i den fjärde deltävlingen, gick direkt vidare till final.
Låten är skriven av artisten själv, Anderz Wrethov, Jimmy Thörnfeldt och Julie Aagaard.